# 魔法のランプ!
『魔法のランプ!』（まほうのランプ）は、1995年4月28日から同年8月25日までフジテレビ系列局で放送されていたフジテレビ制作のバラエティ番組である。放送時間は毎週金曜 20:00 - 20:54 （日本標準時）。

## 概要
一般参加者が欲しくて仕方のない物を番組が探し出し、参加者がアピールをして審査員の基準点に満たせばそれをプレゼントするという内容の視聴者参加型番組。テーマは「ドリーマーバラエティー」。
当初は複数の参加者たちによる対抗戦形式で、アピール後に審査員の多数決で勝者と認められた方が欲しい物を貰えたと敗者は認められないが、不評となり、後に個人戦となり、アピールが審査員の基準点に満たせばそれぞれ欲しい物を貰える方式に変更された。合格したら欲しい物を獲得。もし、不合格したら没収。また、末期にはゲームを行い、目標クリアを果たせば欲しい物が貰えた。
1995年夏、生放送の『FNSの日スーパースペシャル・そのうちなんとか23時間』内では総合司会のビートたけしや明石家さんま、ヒロミ、今田耕司、東野幸治が加わり「大魔法のランプスペシャル」が制作された。

## 出演者

### 司会
- 所ジョージ
- 渡辺満里奈

### ランプの王様
- 宝田明 - 商品紹介が主。

### 進行役
- 梶原しげる

### 審査員
- 石倉三郎
- 八代亜紀
- 大竹まこと
- 辺見えみり - 出演者の中ではかなり辛口で、参加者たちに毒舌を浴びせることもあった。
- パンチ佐藤
- ゲスト審査員1人 - 放送第1回では内田有紀が務めた。

### ナレーター
- 難波圭一
- 広中雅志

## スタッフ
- 構成：佐々木勝俊、妹尾匡夫、倉本美津留、三木聡、稲原誠、和泉光晴、高橋奈津子
- 技術：毛利敏彦
- カメラ：大山浩文
- VE：島田靖久
- 音声：野原章
- 照明：田口正靖
- クレーン：明光セレクト
- 編集：箭内克彦（IMAGICA）
- MA：新野真（IMAGICA）
- 音響効果：西野有彦・坂本洋子（4-Legs）
- TK：石井成子
- 美術制作：北林福夫
- デザイン：越野幸栄（フジテレビ）
- 美術進行：内藤佳奈子
- 大道具：引馬幹晴
- 大道具操作：川西利彦
- アートフレーム：福田隆正
- アクリル装飾：川島正義
- 視覚効果：小熊雅樹
- 電飾：渡辺信一
- メイク：柴田利恵
- スタイリスト：関恵美子、倉富真人
- 題字：花粉圓蔵
- CG：稲蔭正彦
- 技術協力：八峯テレビ、FLT
- 美術協力：フジアール
- ロケ技術：スパイラルビジョン、コア、インフ、ビデオレック
- ロケディレクター：宗片浩寿・井村秀樹・小林俊博（以上イースト）、倉田丈、岩橋正憲、松田裕士
- ディレクター：小杉雅博（フジテレビ）、安井健（イースト）、小松純也（フジテレビ）
- プロデューサー：小西康弘（フジテレビ）／ 善本真也（イースト）
- 制作協力：イースト
- 制作著作：フジテレビ

## テーマ曲
- 「HO!C!YO!」（Bro.KORN featuring EAST END）
- 「燃えろ!ガリバーボーイ」（尾崎紀世彦） - 元々は『空想科学世界ガリバーボーイ』のオープニングテーマに起用された。

## エピソード
放送第1回では、出場した女性が欲しい物をアピールしたいがためにヌードになってアピールをし、スタジオ内が騒然となった。映像上では、彼女が全裸になろうとした場面でカットとなった。結果は、対戦相手である「馬が欲しい」出場者の勝ちに終わったが、その場面の放送後には進行役の梶原が「放送中、不適切な表現があったことをお詫びいたします」と謝罪した。
| フジテレビ系列 金曜20:00枠                | フジテレビ系列 金曜20:00枠                      | フジテレビ系列 金曜20:00枠                                                                                      |
| 前番組                                    | 番組名                                          | 次番組 |
| ----------------------------------------- | ----------------------------------------------- | --- |
| ヘルプ! （1995年1月13日 - 1995年3月17日） | 魔法のランプ! （1995年4月28日 - 1995年8月25日） | 90分または120分の単発特別番組 ↓ 生さんま みんなでイイ気持ち! （1995年10月20日 - 1995年12月22日） ※19:30 - 20:54 |